# Джастин и рыцари доблести
«Джастин и рыцари доблести» (англ. Justin and the Knights of Valour) — испанский анимационный фильм 2013 года режиссёра Мануэля Сицилии.

## Сюжет
Джастин — средневековый мальчик из хорошей семьи, и в королевстве, где он живёт, есть закон и порядок. Просветленная королева вместе со своим канцлером, отцом Джастина, ввела бесконечное количество правил, и основная религия — бюрократия. Для вещей, которые раньше решались мечом и дуэлью, есть указ или постановление, и рыцари были изгнаны из королевства. Его отец планировал для Джастина прибыльную карьеру юриста, но у Джастина есть совсем другая мечта: стать рыцарем. В конце концов, его дед был одним из самых известных и влиятельных. Он решает покинуть дом и отправляется в приключение, в конце которого он видит доспехи, меч и вечную славу. Он встречает отважную и красноречивую девушку Талию, сбитого с толку волшебника и, прежде всего, старого фехтовальщика и пару монахов, которые действительно начинают обучать Джастина в старом монастыре для настоящего рыцаря.

## Персонажи

### Джастин
Мальчик-подросток, мечтающий стать рыцарем, как его дед до него. Вскоре Джастин отправляется на поиски своей мечты. Он застенчив, неуверенен, у него худощавое телосложение и неуклюжее. Однако он также храбрый, решительный, искренний, умный и довольно красивый.

### Талия
Девочка-подросток, бывшая буфетчица из большой семьи. Устав от своей старой работы и ища острых ощущений от приключений, Талия вскоре присоединяется к Джастину, в конце концов глубоко влюбившись в него. Она красива для своего возраста, с длинными каштановыми волосами, умела сражаться, сообразительна, любит приключения и очень заботится о других.

### Блюхера
Один из монахов, бывший рыцарь и лучший друг сэра Роланда.

### Лара
Бывшая любовь Джастина и дочь пионера экономики королевства. У неё светлые волосы, у неё много платьев и макияжа, она довольно эгоистична и нечувствительна к чужим чувствам.

## Производство

### Развитие
21 сентября 2012 года было объявлено, что Мануэль Сицилия будет направлять и писать сценарий фильма с Мэтью Джейкобсом. Производство, разработка и съемки начались 28 августа 2013 года.

### Музыка
Илан Эшкери написал музыку к фильму и саундтрек к нему. Саундтрек также содержит «Кунг-фу» в исполнении Эша, «Be Myself» в исполнении Эйдена Гримшоу в его альбоме Misty Eye, «It’s a Party» в исполнении The Subways в альбоме Money and Celebrity и «Heroes» в исполнении Ребекки Фергюсон и Столичный оркестр.

### Анимация и спецэффекты
Фильм был выполнен в компьютерной 3D-анимации, а спецэффекты в 3D-анимации были выполнены Post23.

### Кастинг
В сентябре 2011 года было объявлено, что Фредди Хаймор сыграет главную роль в фильме, в то время как Сирша Ронан и Антонио Бандерас вели переговоры о присоединении к актёрскому составу. 3 июня 2013 года Джеймс Космо, Чарльз Дэнс, Тэмсин Эгертон, Руперт Эверетт, Барри Хамфрис, Альфред Молина и Марк Стронг также вели заключительные переговоры, чтобы присоединиться к фильму, Дэвид Уоллиамс был добавлен в актёрский состав, играя Мелькиадеса, также известного как Каролиус. , волшебник, а 17 июня 2013 года к актёрскому составу присоединились Джули Уолтерс и Оливия Уильямс, сыгравшие бабушку Лилли и королеву.
9 сентября 2011 года к составу голоса присоединились Фредди Хаймор, Сирша Ронан, Джули Уолтерс, Альфред Молина, Марк Стронг, Руперт Эверетт и Бандерас.
Это воссоединяет актёров европейских фильмов, таких как Сирша Ронан (Талия) и Марк Стронг (Гераклио), также снимавшиеся в Арриетти, поскольку это их вторая совместная работа, а также Дама Джули Уолтерс (Гран) и Сирша Ронан (Талия) появляются в Бруклине, Марк Стронг и Сирша Ронан — третье сотрудничество с тех пор, как они оба появляются в «Пути назад» и «Арриетти». Фредди Хаймор (Джастин) и Альфред Молина (Реджинальд) появляются в фильме «Близко к врагу», Антонио Бандерас (сэр Клорекс) и Руперт Эверетт (Сота) появляются в сериале «Шрек», в котором они играют Кота в сапогах и Очаровательного принца соответственно, Джеймса Космо (Блюхер)) и Чарльз Дэнс (Легантир) появляются в Игре престолов соответственно, Тэмсин Эгертон (Лара) и Руперт Эверетт (Сота) появляются в Сент-Триниансе соответственно, Джеймс Космо, Руперт Эверетт (Сота) и Дэвид Уоллиамс (Мелькиадес) появляются в Нарнии, Анджела Лэнсбери (Ведьма) появляется в фильме 1991 года Красавица и чудовище и в фильме 1997 года Анастасия, Оливия Уильямс (Королева) и Сирша Ронан (Талия) появляются в Ханне, а также Руперт Эверетт, Марк Стронг, Анджела Лэнсбери и Дэвид Уоллиамс появляются в Звездной пыли..